# Adromischus humilis
Adromischus humilis és una espècie de planta suculenta del gènere Adromischus, pertanyent a la família Crassulaceae.

## Taxonomia
Adromischus humilis (Marloth) Poelln. va ser descrita per Karl von Poellnitz i publicada a Repert. Spec. Nov. Regni Veg. 48: 91 (1940).